# V2 Records
V2 Records (también conocida como V2 Music) es una compañía discográfica fundada en 1996 y que hasta la fecha sigue presente por el magnate británico Richard Branson, en la cual ha distribuido música variada, desde rock, hasta hip-hop, dance, música electrónica entre otros.
V2 Records tiene más módulos operando en el mundo, aparte de su fundación en el Reino Unido, igual operando en Estados Unidos, Alemania, Italia, Irlanda, Suecia, Australia, Bélgica, Francia, Canadá, Grecia, Países Bajos incluso en España.
Anteriormente era subsidiaria de Universal Music Group y actualmente la ha adquirido PIAS Cooperative y PIAS Group desde el 2013.

## Algunos artistas de la discográfica
- Blood Red Shoes
- Cold War Kids
- Elbow
- Gang of Four
- Grandaddy
- Heather Nova (Bermudas, Reino Unido)
- Maxïmo Park
- The Associates
- The White Stripes
- Tom Jones